# 角青眼鱼
角青眼鱼（学名：Chlorophthalmus bicornis）为輻鰭魚綱仙女魚目青眼鱼科青眼鱼属的鱼类。分布于日本海以及台湾海峡等，一般生活于暖水性海洋300米水深，體長可達17公分。该物种的模式产地在亚丁湾。